# Rumford-Medaille

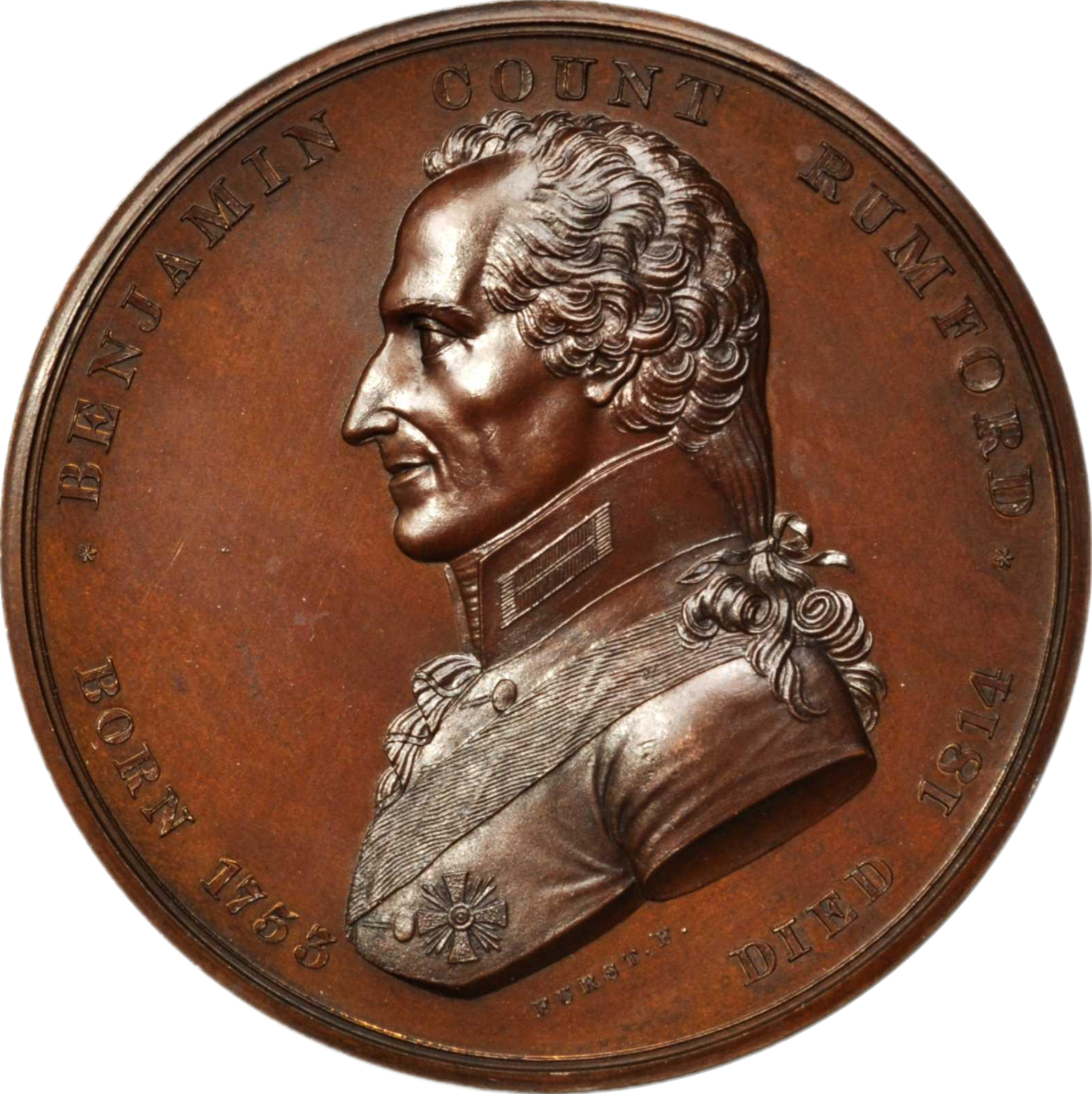
Rumford-Medaille

Die Rumford-Medaille (engl. Rumford Medal) ist eine von der britischen Royal Society verliehene wissenschaftliche Auszeichnung. Sie wurde 1796 von Benjamin Thompson (Graf Rumford) gestiftet und wird alle zwei Jahre (in geraden Jahren) an in Europa arbeitende Wissenschaftler für eine hervorragende Entdeckung zu den thermischen oder optischen Eigenschaften der Materie vergeben. Der Preis besteht aus einer vergoldeten Silbermedaille mit dem Reliefporträt des Stifters und ist mit einem Preisgeld von 1000 Pfund Sterling dotiert.
Die Rumford-Medaille darf nicht mit dem Rumford-Preis der American Academy of Arts and Sciences verwechselt werden.

## Preisträger

### 1800 bis 1848
- 1800 Benjamin Thompson
- 1804 John Leslie
- 1806 William Murdoch
- 1810 Louis Malus
- 1814 William Charles Wells
- 1816 Humphry Davy
- 1818 David Brewster
- 1824 Augustin Jean Fresnel
- 1832 John Frederic Daniell
- 1834 Macedonio Melloni
- 1838 James David Forbes
- 1840 Jean-Baptiste Biot
- 1842 William Henry Fox Talbot
- 1846 Michael Faraday
- 1848 Henri Victor Regnault

### 1850 bis 1898
- 1850 François Arago
- 1852 George Gabriel Stokes
- 1854 Neil Arnott
- 1856 Louis Pasteur
- 1858 Jules Célestin Jamin
- 1860 James Clerk Maxwell
- 1862 Gustav Robert Kirchhoff
- 1864 John Tyndall
- 1866 Hippolyte Fizeau
- 1868 Balfour Stewart
- 1870 Alfred Des Cloizeaux
- 1872 Anders Jonas Ångström
- 1874 Joseph Norman Lockyer
- 1876 Pierre Jules César Janssen
- 1878 Alfred Cornu
- 1880 William Huggins
- 1882 William de Wiveleslie Abney
- 1884 Tobias Robert Thalén
- 1886 Samuel Pierpont Langley
- 1888 Pietro Tacchini
- 1890 Heinrich Hertz
- 1892 Nils Christofer Dunér
- 1894 James Dewar
- 1896 Philipp Lenard und Wilhelm Conrad Röntgen
- 1898 Oliver Lodge

### 1900 bis 1948
- 1900 Antoine Henri Becquerel
- 1902 Charles Parsons
- 1904 Ernest Rutherford
- 1906 Hugh Longbourne Callendar
- 1908 Hendrik Antoon Lorentz
- 1910 Heinrich Rubens
- 1912 Heike Kamerlingh Onnes
- 1914 John William Strutt
- 1916 William Henry Bragg
- 1918 Charles Fabry und Alfred Pérot
- 1920 Robert Strutt
- 1922 Pieter Zeeman
- 1924 Charles Boys
- 1926 Arthur Schuster
- 1928 Friedrich Paschen
- 1930 Peter Debye
- 1932 Fritz Haber
- 1934 Wander Johannes de Haas
- 1936 Ernest John Coker
- 1938 Robert Williams Wood
- 1940 Manne Siegbahn
- 1942 Gordon Dobson
- 1944 Harry Ricardo
- 1946 Alfred Egerton
- 1948 Franz Eugen Simon

### 1950 bis 1998
- 1950 Frank Whittle
- 1952 Frits Zernike
- 1954 Cecil Reginald Burch
- 1956 Frank Philip Bowden
- 1958 Thomas Merton
- 1960 Alfred Gordon Gaydon
- 1962 Dudley Maurice Newitt
- 1964 Hendrik Christoffel van de Hulst
- 1966 William Penney
- 1968 Dennis Gábor
- 1970 Christopher Hinton
- 1972 Basil John Mason
- 1974 Alan Cottrell
- 1976 Ilya Prigogine
- 1978 George Porter
- 1980 William Frank Vinen
- 1982 Charles Gorrie Wynne
- 1984 Harold Horace Hopkins
- 1986 Denis Rooke
- 1988 Felix J. Weinberg
- 1990 Walter Eric Spear
- 1992 Harold Neville Vazeille Temperley
- 1994 Andrew Keller
- 1996 Grenville Turner
- 1998 Richard Henry Friend

### Seit 2000
- 2000 Wilson Sibbett
- 2002 David King
- 2004 Richard Dixon
- 2006 Jean-Pierre Hansen
- 2008 Edward Hinds
- 2010 Gilbert Lonzarich
- 2012 J. Roy Taylor
- 2014 Jeremy J. Baumberg
- 2016 Ortwin Hess
- 2018 Ian Walmsley
- 2020 Patrick Gill
- 2021 Carlos Frenk
- 2022 Raymond Pierrehumbert
- 2023 Polina Bayvel
- 2024 Tony Bell